# Barbichas-de-orelhas-verdes
O barbichas-de-orelhas-verdes (Psilopogon faiostrictus) é uma ave endêmica do continente asiático da família dos Megalaimidae.

## Características

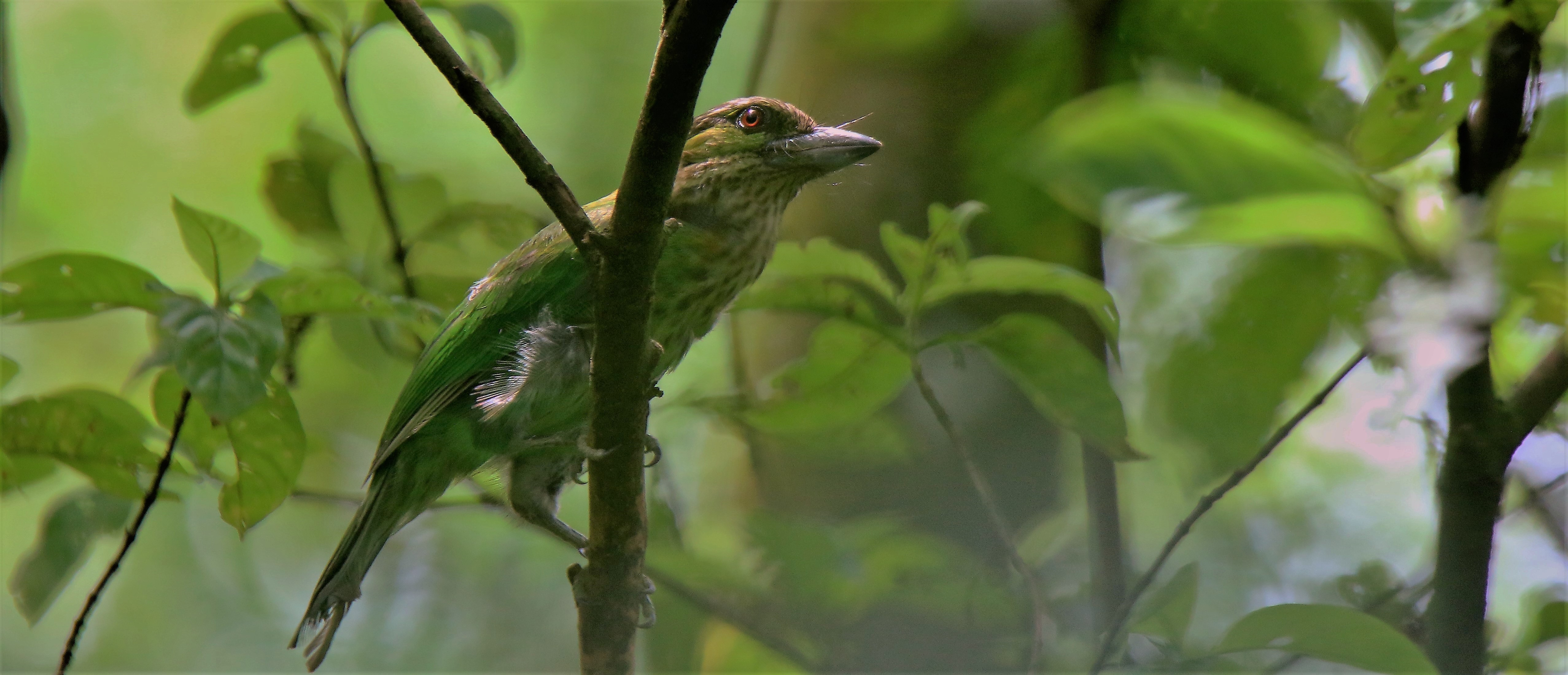
Barbichas-de-orelhas-verdes

O barbichas-de-orelhas-verdes é 24,5-27 cm de comprimento. É uma ave roliça, com pescoço curto, cabeça grande e cauda curta. O adulto tem a cabeça e o peito marrom com listras brancas, coberturas das orelhas verdes, principalmente o bico escuro e a barriga amarela com listras verdes. O resto da plumagem é verde. Ambos os sexos e aves imaturas são semelhantes. Esta espécie se assemelha ao barbichas-raiado, mas é menor, tem a orelha verde, um bico mais escuro e um anel de olho escuro, em vez de amarelo.